# 336 TCN
336 TCN là một năm trong lịch Roman. 